# Japan Open Tennis Championships 2003
Il Japan Open Tennis Championships 2003 è stato un torneo di tennis giocato sul cemento.
È stata la 31ª edizione dell'evento, che fa parte dell'International Series Gold nell'ambito dell'ATP Tour 2003.
e della categoria Tier III nell'ambito del WTA Tour 2003.
Si è giocato all'Ariake Coliseum di Tokyo, in Giappone, dal 29 settembre al 5 ottobre 2003.

## Campioni

### Singolare maschile
Rainer Schüttler ha battuto in finale  Sébastien Grosjean con il punteggio di 7–6, 6–2

### Singolare femminile
Marija Šarapova ha battuto in finale  Anikó Kapros con il punteggio di 2–6, 6–2, 7–6(5)

### Doppio maschile
Justin Gimelstob /  Nicolas Kiefer hanno battuto in finale  Scott Humphries /  Mark Merklein con il punteggio di 6–7, 6–3, 7–6

### Doppio femminile
Marija Šarapova /  Tamarine Tanasugarn hanno battuto in finale  Ansley Cargill /  Ashley Harkleroad con il punteggio di 7–6, 6–0